# Nacimiento (Spania)
Nacimiento este un municipiu din provincia Almería, Andaluzia, Spania, cu o populație de 482 locuitori.